# 連邦参事会
連邦参事会（れんぽうさんじかい、独：Schweizerischer Bundesrat, 仏：Conseil fédéral suisse, 伊：Consiglio federale svizzero, ロマンシュ語：Cussegl federal svizzer, 英:Swiss Federal Council）は、スイス連邦の元首にして連邦政府の長たる内閣。連邦評議会とも訳される。

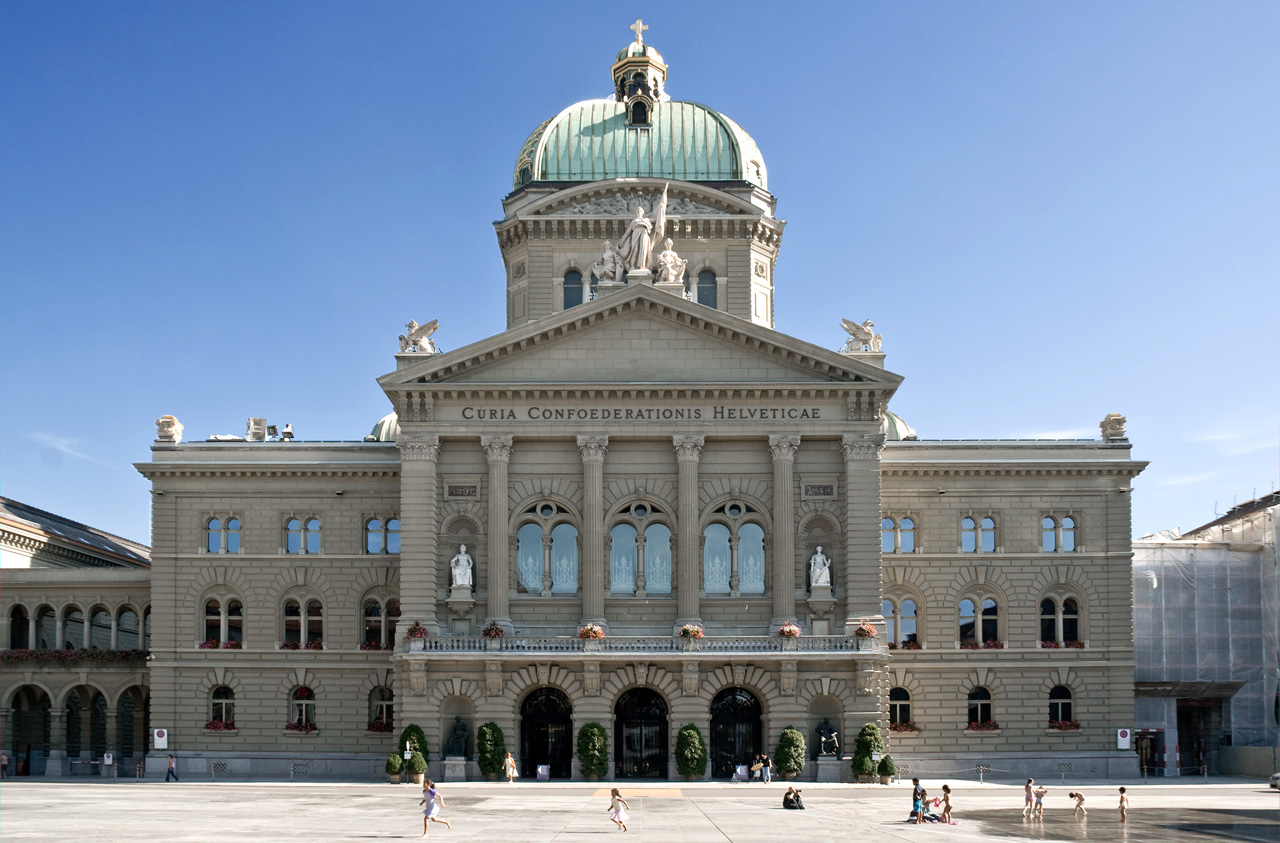
国民議会と全州議会の二院制の連邦議会が開かれ、連邦参事会の置かれる連邦院

## 名称
ドイツ語の「Bundesrat」は、同じドイツ語圏で所変われば品変わるの諺の通り大きく違っている。
- スイスではここで紹介されるように行政権を執行する「内閣」を意味する。
- ドイツでは連邦を構成する各州政府からの代議員の「上院」に相当する「連邦参議院」と訳される。
- 同じくオーストリアでは、連邦を構成する各州政府からの代議員の「上院」に相当する「連邦議会」と訳される（下院は「国民議会」と訳される）。

## 権限

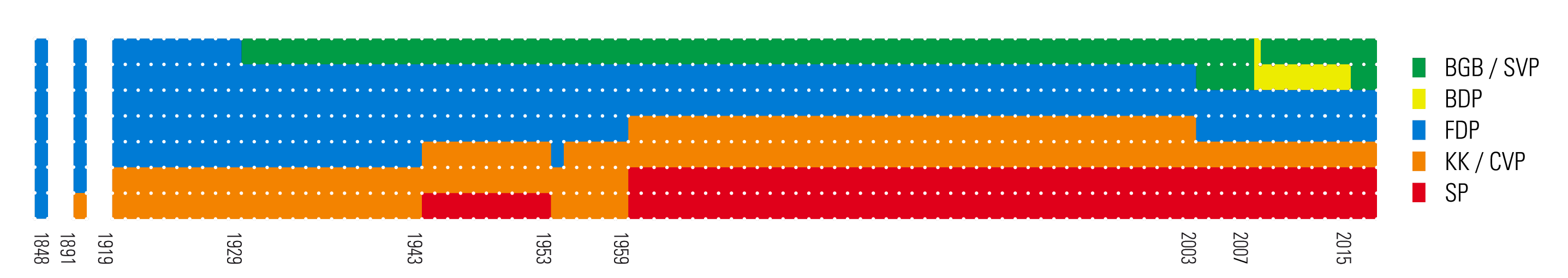
連邦参事の政党別人数の推移（1919年 - 2017年）
緑:スイス国民党(SVP)、黄:スイス保守民主党(BDP)、青:スイス自由民主党(FDP)、橙:スイスキリスト教民主党(CVP)、赤:スイス社会民主党(SP)

スイス連邦政府は、4年ごとに議会から選出される7名の閣僚からなっている。
連邦内閣の各メンバーは、7つある省庁の長を務める。連邦内閣は、すべての閣僚が同等の権限を持つ。

## 構成
連邦参事会は7人の閣僚たる連邦参事(Bundesräte)で構成され、それぞれが担当の各省を統括する。
連邦参事の中の1人が閣僚兼任のまま、任期1年の連邦大統領となる。
| 氏名 | 氏名                                                         | 肖像 | 就任日        | 所属政党         | 出身州             | 担当 |
| ---- | ------------------------------------------------------------ | ---- | ------------- | ---------------- | ------------------ | --- |
|      | ギー・パルムラン Guy Parmelin                                |      | 2016年1月1日  | スイス国民党     | ヴォー州           | 2025年度連邦副大統領 連邦経済・教育・研究省 （独：Eidgenössisches Departement für Wirtschaft, Bildung und Forschung） |
|      | イニャツィオ・カシス Ignazio Cassis                          |      | 2017年11月1日 | スイス自由民主党 | ティチーノ州       | 連邦外務省 （独：Eidgenössisches Departement für auswärtige Angelegenheiten）                                         |
|      | カリン・ケラー＝ズッター Karin Keller-Sutte                  |      | 2019年1月1日  | スイス自由民主党 | ザンクト・ガレン州 | 2025年度連邦大統領 連邦財務省 （独：Eidgenössisches Finanzdepartement）                                               |
|      | アルベルト・レスティ Albert Rösti                            |      | 2023年1月1日  | スイス国民党     | ベルン州           | 連邦環境・運輸・エネルギー・通信省 （独：Eidgenössisches Departement für Umwelt, Verkehr, Energie und Kommunikation   |
|      | エリザベート・バウメ＝シュナイダー Élisabeth Baume-Schneider |      | 2023年1月1日  | スイス社会民主党 | ジュラ州           | 連邦内務省 （独：Eidgenössisches Departement des Innern）                                                             |
|      | ベアト・ヤンス Beat Jans                                     |      | 2024年1月1日  | スイス社会民主党 | フリブール州       | 連邦司法・警察省 （独：Eidgenössisches Justiz- und Polizeidepartement）                                               |
|      | マルティン・フィスター Martin Pfister                        |      | 2025年4月1日  | 中央党           | ツーク州           | 連邦国防・国民保護・スポーツ省 （独：Eidgenössisches Departement für Verteidigung, Bevölkerungsschutz und Sport）     |